# Лескојец (Ресан)
Лескојец (мкд. Лескоец) је насеље у Северној Македонији, у јужном делу државе. Лескојец припада општини Ресан.

## Географија
Насеље Лескојец је смештено у југозападном делу Северне Македоније, близу државне границе са Албанијом (3 km јужно од села). Од најближег већег града, Битоља, насеље је удаљено 55 km западно, а од општинског средишта 28 јужно.
Лескојец се налази у области Горње Преспе, области око западне и северне обале Преспанског језера. Насеље је смештено на изнад западне обале Преспанског језера, на источним падинама планине Галичице. Надморска висина насеља је приближно 1.030 метара.
Клима у насељу је планинска због знатне надморске висине.

## Становништво
Лескојец је према последњем попису из 2002. године имало 12 становника. 
Већину становништва чине етнички Македонци (100%).
Већинска вероисповест је православље.